# Beta Phoenicis
Beta Phoenicis (β Phe, β Phoenicis) é uma estrela binária na constelação de Phoenix. Tem uma uma magnitude aparente visual combinada de 3,30, sendo a segunda estrela mais brilhante da constelação. O sistema é formado por duas estrelas gigantes de classe G, ambas de tipo espectral de G8III. Individualmente, suas magnitudes aparentes são iguais a 4,10 e 4,19. A órbita do par é bem conhecida por observações visuais, tendo um período de 168 anos, semieixo maior de 0,938 segundos de arco e excentricidade orbital de 0,716. Estima-se que cada estrela tenha uma massa de cerca de 2,5–3,0 vezes a massa solar e luminosidade cerca de 100 vezes maior que a solar.
A presença de duas estrelas similares próximas dificulta a medição da distância até Beta Phoenicis. O catálogo Hipparcos original lista uma paralaxe de 16,46 ± 22,22 milissegundos de arco (mas), mas uma nota individual sobre esta estrela diz que "investigações feitas após a finalização do catálogo levaram a uma solução mais provável" com uma paralaxe de 17,63 ± 2,09 mas, correspondendo a uma distância de 57 ± 7 parsecs. A nova redução dos dados da sonda Hipparcos dá uma paralaxe de 0,12 ± 14,62 mas. O segundo lançamento de dados da sonda Gaia lista as duas estrelas do sistema individualmente, mas apenas uma delas tem uma paralaxe, de 6,1483 ± 1,3970 mas. Esse valor corresponde a uma distância de 160 ± 40 parsecs, mas além da margem de erro formal a solução astrométrica apresenta indicadores de possuir qualidade muito ruim. Um catálogo antigo de paralaxes por observatórios terrestres lista um valor de 20 ± 16 mas, correspondendo a uma distância de 50 parsecs. Uma distância de aproximadamente 200 anos-luz (60 parsecs) é estimada a partir da luminosidade típica de duas gigantes G8, e esse valor também corresponde a massas estelares apropriadas quando as leis de Kepler são aplicadas à órbita conhecida.
Um sistema binário formado por gigantes significa que ambas evoluíram aproximadamente ao mesmo tempo, e que eram originalmente anãs de massa similar. O estado evolucionário de Beta Phoenicis não é conhecido; as estrelas podem estar no ramo das gigantes vermelhas—possuindo núcleos inertes de hélio—ou já estão fundindo hélio em carbono e oxigênio na fase do red clump.